# إخلاص القاضي
إخلاص القاضي إعلامية أردنية حاصلة على درجة الماجستير في العلوم السياسية من الجامعة الأردنية بعام 1993  لتعمل بعدها لدى دائرة المطبوعات والنشر ولغاية 2001

## سيرة
كاتبة صحفية في العديد من الصحف الأردنية اليومية  وتعتبر من الصحفيات المعروفات في التدريب الصحفي وتعتمد كمدربة من قبل العديد من الوكالات الإعلامية العربية. تقوم بتقديم حورات إعلامية عبر الفضائيات للحديث حول شؤون الاعلام والصحافة والقضايا السياسية وتقدم في عدد من الفضائيات العربية لمناقشة موضوعات إعلامية واجتماعية وسياسية مختلفة.
كما تقوم بتصميم البرامج التلفزيونية.
عضوة في العديد من الجمعيات والمنظمات منها:
- نقابة الصحفيين الأردنيين كناطق اعلامي.[5][6]
- عضوة مركز حماية وحرية الصحافيين في الأردن.
- عضوة اللجنة الملكية الأردنية لاعداد الخطة الاعلامية الإستراتيجية للانتخابات.

## جوائز حصلت عليها
- جائزة اتحاد وكالات الأنباء العربية عن أفضل قصة إخبارية لعام 2009 بعنوان «شاب يعمل بأسنانه متحديا إعاقة أدت إلى بتر أصابع من يديه».[7]
- جائزة المجلس الوطني لشؤون الأسرة عن أفضل قصة حول العنف ضد المرأة تحت عنوان «مهارات اتصال ذكورية بحاجة إلى إعادة نظر».
- المرتبة الأولى في جائزة الإعلام البيئي التي رعتها سمو الأميرة ريم العلي عن تقرير بعنوان «سوق الحلال القديم في سحاب يتحول إلى مكرهة صحية».[8]
- جائزة الاعلام المساند للمرأة عن أفضل تحقيق حول مشاركة المرأة الريفية في الانتخابات البرلمانية.
- جائزة الحسين للابداع الصحفي 2013 عن أفضل قصة اخبارية حملت عنوان «الشاب محمد.. الزاحف على ركبتيه» [9][10]